# Église Sainte-Pitère
Pour les articles homonymes, voir Sainte Pitère.
L'église Sainte-Pitère est située au Tréhou, dans le Finistère en France. Elle est située au sein d'un enclos paroissial.

## Description

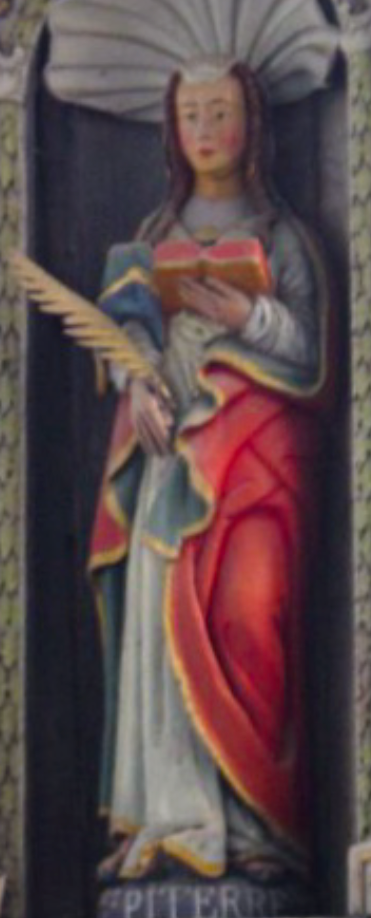
Sainte Pitère dans l'Église Sainte-Pitère du Tréhou en Bretagne

L'église est dédiée à sainte Pitère (ou sainte Pithère ou sainte Piterre). La statue qui lui est dédiée dans l'église l'orthographie Sainte Piterre.
L'enclos paroissial du Tréhou (Finistère) se distingue essentiellement par la qualité architecturale de son église et plus particulièrement de son clocher à double galerie de style Renaissance.
L'église est datée de 1555 et son clocher de 1649. Notons également quelques éléments remarquables, tels que :
- le porche sud daté de 1610
- le calvaire du cimetière daté de 1578
- le retable du rosaire
- les sablières des chapelles latérales
- la statuaire ancienne
- le vitrail de la Passion du XVIe siècle

La grande cloche au nord porte l'inscription suivante :

« L'an 1747 j'ay été bénis par Mgr Jean Daniel, Recteur du Tréhou et j'ay eu pour parain Ierome Francois de Gouzabats, seigneur de Kropars (Keropars) et pour maraine Dame Catherine le Forestier, Dame du Penhoat. est monts nommée IEROME FRANCOIS Guillaume Sanquer bienfaiteur. »